# Eretmodus cyanostictus
Eretmodus cyanostictus, im deutschen auch als Tanganjika-Clown oder Gestreifter Grundelbuntbarsch bezeichnet, ist eine endemisch an den Küsten des ostafrikanischen Tanganjikasee lebende Buntbarschart. Das wissenschaftliche Artepitheton bezieht sich auf die bläulich irisierenden Punkte in der Kopfregion (von altgriechisch κυανός kyanos „dunkelblau“ und στικτός stiktos „gepunktet, bunt“).

## Merkmale
Weibchen von Eretmodus cyanostictus werden 8 cm lang, Männchen mit 9 bis 10 cm etwas länger. Der Körper ist langgestreckt, seitlich etwas abgeflacht und nur wenig hoch. Der Kopf ist massig und groß, das Maul unterständig. Jeder Kiefer ist mit spatelförmigen Zähnen besetzt die in zwei bis drei Reihen angeordnet sind. Die Rückenflosse ist lang und am weichstrahligen Ende zugespitzt. Auch Bauch- und Afterflosse laufen spitz zu. Die Schwimmblase ist kurz. Eretmodus cyanostictus ist von grauer, olivgrüner, dunkelbrauner bis beige-bräunlicher Grundfarbe und je nach geographischer Variante mit einem unterschiedlichen Punkt- oder Streifenmuster auf Rumpf, Kopf und Flossen versehen. Kopfunterseite und Lippen sind für gewöhnlich blau. Die Tiere aus dem Norden und der Mitte des Tanganjikasees besitzen 7 bis 9 senkrechte gelbliche bis orangefarbene Streifen auf den Körperseiten. Bei Fischen aus dem Südteil des Sees ist diese Zeichnung auf 5 bis 6 Streifen reduziert, die die untere Körperhälfte zieren. Auf der Rumpfoberseite zeigen sie 2 bis 3 Reihen blauer Punkte. Die Rückenflosse ist orange gesäumt, die Bauchflosse transparent, alle anderen Flossen bräunlich.
- Flossenformel: Dorsale XXIII–XXV/3–5, Anale III/6–7
- Schuppenformel mLR 32–35, SL 22–23/6–9

## Lebensweise
Eretmodus cyanostictus lebt nah der Küste in Tiefen bis zehn Metern in sehr sauerstoffreichem Wasser und ist revierbildend. Er ernährt sich vom Algenaufwuchs auf Steinen und den darin enthaltenen Mikro- und Kleinorganismen. Die Buntbarsche laichen auf einer flachen Steinfläche oder über Sandboden. Anschließend werden die etwa 20 bis 30 Eier vom Weibchen für etwa 12 bis 14 Tagen in das Maul aufgenommen. Dann geht die Maulbrutpflege an das Männchen über, das die Eier für weitere 7 bis 10 Tage im Maul mit sich herumträgt. Sind die Jungfische geschlüpft, werden sie aus dem Maul entlassen, in Gruben im Seeboden betreut und nicht wieder ins Maul aufgenommen.